# Fritz Siefert

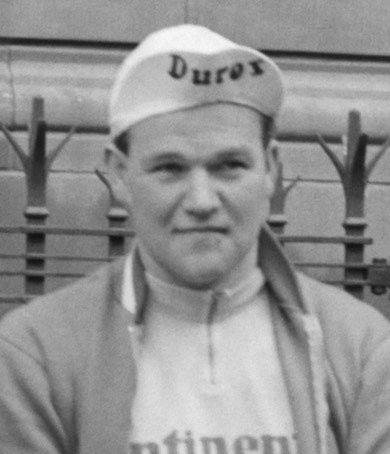
Fritz Siefert (1955)

Fritz Siefert (* 24. Mai 1924 in Dortmund) ist ein ehemaliger deutscher Radrennfahrer und nationaler Meister im Radsport.

## Sportliche Laufbahn
Siefert war von 1948 bis 1955 Berufsradfahrer. 1948 wurde er beim Sieg von Heinrich Schwarzer Dritter im Rennen Rund um Köln. 1950 gewann er eine Etappe der Deutschland-Rundfahrt und wurde Zweiter der Fernfahrt München–Zürich hinter Heinrich Schwarzer. 1952 gewann er die nationale Meisterschaft im Zweier-Mannschaftsfahren mit Walter Schürmann als Partner.